# Giōrgos Merkīs
Giōrgos Merkīs (in greco: Γιώργος Μερκής; Limassol, 30 luglio 1984) è un ex calciatore cipriota, di ruolo difensore.

## Carriera

### Club
Cresciuto nelle giovanili dell'Apollōn Limassol, ha debuttato in prima squadra nel 2001.

### Nazionale
Tra il 2006 ed il 2019 ha totalizzato complessivamente 54 presenze ed una rete con la nazionale cipriota.

## Statistiche

### Cronologia presenze e reti in nazionale
| Cronologia completa delle presenze e delle reti in nazionale ― Cipro | Cronologia completa delle presenze e delle reti in nazionale ― Cipro | Cronologia completa delle presenze e delle reti in nazionale ― Cipro | Cronologia completa delle presenze e delle reti in nazionale ― Cipro | Cronologia completa delle presenze e delle reti in nazionale ― Cipro | Cronologia completa delle presenze e delle reti in nazionale ― Cipro | Cronologia completa delle presenze e delle reti in nazionale ― Cipro | Cronologia completa delle presenze e delle reti in nazionale ― Cipro |
| Data                                                                 | Città                                                                | In casa                                                              | Risultato                                                            | Ospiti                                                               | Competizione                                                         | Reti                                                                 | Note                                                                 |
| -------------------------------------------------------------------- | -------------------------------------------------------------------- | -------------------------------------------------------------------- | -------------------------------------------------------------------- | -------------------------------------------------------------------- | -------------------------------------------------------------------- | -------------------------------------------------------------------- | -------------------------------------------------------------------- |
| 1-3-2006                                                             | Limassol                                                             | Cipro                                                                | 2 – 0                                                                | Armenia                                                              | Cyprus International Tournament                                      | -                                                                    | 79’                                                                  |
| 3-3-2010                                                             | Larnaca                                                              | Cipro                                                                | 0 – 0                                                                | Islanda                                                              | Amichevole                                                           | -                                                                    | 46’                                                                  |
| 11-8-2010                                                            | Larnaca                                                              | Cipro                                                                | 1 – 0                                                                | Andorra                                                              | Amichevole                                                           | -                                                                    | 46’                                                                  |
| 3-9-2010                                                             | Guimarães                                                            | Portogallo                                                           | 4 – 4                                                                | Cipro                                                                | Qual. Euro 2012                                                      | -                                                                    |                                                                      |
| 8-10-2010                                                            | Larnaca                                                              | Cipro                                                                | 1 – 2                                                                | Norvegia                                                             | Qual. Euro 2012                                                      | -                                                                    | 80’                                                                  |
| 12-10-2010                                                           | Copenaghen                                                           | Danimarca                                                            | 2 – 0                                                                | Cipro                                                                | Qual. Euro 2012                                                      | -                                                                    |                                                                      |
| 16-11-2010                                                           | Amman                                                                | Giordania                                                            | 0 – 0                                                                | Cipro                                                                | Amichevole                                                           | -                                                                    | 46’                                                                  |
| 8-2-2011                                                             | Nicosia                                                              | Cipro                                                                | 0 – 2                                                                | Svezia                                                               | Amichevole                                                           | -                                                                    |                                                                      |
| 26-3-2011                                                            | Nicosia                                                              | Cipro                                                                | 0 – 0                                                                | Islanda                                                              | Qual. Euro 2012                                                      | -                                                                    | 42’                                                                  |
| 29-3-2011                                                            | Larnaca                                                              | Cipro                                                                | 0 – 1                                                                | Bulgaria                                                             | Amichevole                                                           | -                                                                    | 46’                                                                  |
| 10-8-2011                                                            | Nicosia                                                              | Cipro                                                                | 3 – 2                                                                | Moldavia                                                             | Amichevole                                                           | -                                                                    | 74’                                                                  |
| 2-9-2011                                                             | Nicosia                                                              | Cipro                                                                | 0 – 4                                                                | Portogallo                                                           | Qual. Euro 2012                                                      | -                                                                    |                                                                      |
| 6-9-2011                                                             | Reykjavík                                                            | Islanda                                                              | 1 – 0                                                                | Cipro                                                                | Qual. Euro 2012                                                      | -                                                                    |                                                                      |
| 7-10-2011                                                            | Nicosia                                                              | Cipro                                                                | 1 – 4                                                                | Danimarca                                                            | Qual. Euro 2012                                                      | -                                                                    |                                                                      |
| 11-10-2011                                                           | Oslo                                                                 | Norvegia                                                             | 3 – 1                                                                | Cipro                                                                | Qual. Euro 2012                                                      | -                                                                    | 68’                                                                  |
| 11-11-2011                                                           | Larnaca                                                              | Cipro                                                                | 1 – 2                                                                | Scozia                                                               | Amichevole                                                           | -                                                                    |                                                                      |
| 29-2-2012                                                            | Nicosia                                                              | Cipro                                                                | 0 – 0                                                                | Serbia                                                               | Amichevole                                                           | -                                                                    |                                                                      |
| 15-8-2012                                                            | Sofia                                                                | Bulgaria                                                             | 1 – 0                                                                | Cipro                                                                | Qual. Euro 2012                                                      | -                                                                    | 88’                                                                  |
| 7-9-2012                                                             | Tirana                                                               | Albania                                                              | 3 – 1                                                                | Cipro                                                                | Qual. Mondiali 2014                                                  | -                                                                    |                                                                      |
| 11-9-2012                                                            | Larnaca                                                              | Cipro                                                                | 1 – 0                                                                | Islanda                                                              | Qual. Mondiali 2014                                                  | -                                                                    |                                                                      |
| 8-6-2013                                                             | Lancy                                                                | Svizzera                                                             | 1 – 0                                                                | Cipro                                                                | Qual. Mondiali 2014                                                  | -                                                                    |                                                                      |
| 6-9-2013                                                             | Oslo                                                                 | Norvegia                                                             | 2 – 0                                                                | Cipro                                                                | Qual. Mondiali 2014                                                  | -                                                                    |                                                                      |
| 10-9-2013                                                            | Strovolos                                                            | Cipro                                                                | 0 – 2                                                                | Slovenia                                                             | Qual. Mondiali 2014                                                  | -                                                                    | 7’                                                                   |
| 11-10-2013                                                           | Reykjavík                                                            | Islanda                                                              | 2 – 0                                                                | Cipro                                                                | Qual. Mondiali 2014                                                  | -                                                                    | 24’                                                                  |
| 5-3-2014                                                             | Nicosia                                                              | Cipro                                                                | 0 – 0                                                                | Irlanda del Nord                                                     | Amichevole                                                           | -                                                                    |                                                                      |
| 27-5-2014                                                            | Saitama                                                              | Giappone                                                             | 1 – 0                                                                | Cipro                                                                | Amichevole                                                           | -                                                                    |                                                                      |
| 9-9-2014                                                             | Zenica                                                               | Bosnia ed Erzegovina                                                 | 1 – 2                                                                | Cipro                                                                | Qual. Euro 2016                                                      | -                                                                    |                                                                      |
| 10-10-2014                                                           | Nicosia                                                              | Cipro                                                                | 1 – 2                                                                | Israele                                                              | Qual. Euro 2016                                                      | -                                                                    |                                                                      |
| 13-10-2014                                                           | Cardiff                                                              | Galles                                                               | 2 – 1                                                                | Cipro                                                                | Qual. Euro 2016                                                      | -                                                                    | 90+4’                                                                |
| 16-11-2014                                                           | Nicosia                                                              | Cipro                                                                | 5 – 0                                                                | Andorra                                                              | Qual. Euro 2016                                                      | 1                                                                    |                                                                      |
| 28-3-2015                                                            | Bruxelles                                                            | Belgio                                                               | 5 – 0                                                                | Cipro                                                                | Qual. Euro 2016                                                      | -                                                                    |                                                                      |
| 10-10-2015                                                           | Gerusalemme                                                          | Israele                                                              | 1 – 2                                                                | Cipro                                                                | Qual. Euro 2016                                                      | -                                                                    | 86’                                                                  |
| 25-5-2016                                                            | Užice                                                                | Serbia                                                               | 2 – 1                                                                | Cipro                                                                | Amichevole                                                           | -                                                                    | 25’                                                                  |
| 25-3-2017                                                            | Nicosia                                                              | Cipro                                                                | 0 – 0                                                                | Estonia                                                              | Qual. Mondiali 2018                                                  | -                                                                    |                                                                      |
| 9-6-2017                                                             | Faro                                                                 | Gibilterra                                                           | 1 – 2                                                                | Cipro                                                                | Qual. Mondiali 2018                                                  | -                                                                    |                                                                      |
| 31-8-2017                                                            | Nicosia                                                              | Cipro                                                                | 3 – 2                                                                | Bosnia ed Erzegovina                                                 | Qual. Mondiali 2018                                                  | -                                                                    |                                                                      |
| 10-10-2017                                                           | Bruxelles                                                            | Belgio                                                               | 4 – 0                                                                | Cipro                                                                | Qual. Mondiali 2018                                                  | -                                                                    |                                                                      |
| 10-11-2017                                                           | Gori                                                                 | Georgia                                                              | 1 – 0                                                                | Cipro                                                                | Amichevole                                                           | -                                                                    | 26’                                                                  |
| 13-11-2017                                                           | Erevan                                                               | Armenia                                                              | 3 – 2                                                                | Cipro                                                                | Amichevole                                                           | -                                                                    |                                                                      |
| 23-3-2018                                                            | Strovolos                                                            | Cipro                                                                | 0 – 0                                                                | Montenegro                                                           | Amichevole                                                           | -                                                                    |                                                                      |
| 20-5-2018                                                            | Amman                                                                | Giordania                                                            | 3 – 0                                                                | Cipro                                                                | Amichevole                                                           | -                                                                    |                                                                      |
| 6-9-2018                                                             | Oslo                                                                 | Norvegia                                                             | 2 – 0                                                                | Cipro                                                                | UEFA Nations League 2018-2019 - 1º turno                             | -                                                                    |                                                                      |
| 9-9-2018                                                             | Nicosia                                                              | Cipro                                                                | 2 – 1                                                                | Slovenia                                                             | UEFA Nations League 2018-2019 - 1º turno                             | -                                                                    | 90+2’                                                                |
| 13-10-2018                                                           | Sofia                                                                | Bulgaria                                                             | 2 – 1                                                                | Cipro                                                                | UEFA Nations League 2018-2019 - 1º turno                             | -                                                                    |                                                                      |
| 16-10-2018                                                           | Lubiana                                                              | Slovenia                                                             | 1 – 1                                                                | Cipro                                                                | UEFA Nations League 2018-2019 - 1º turno                             | -                                                                    |                                                                      |
| 16-11-2018                                                           | Nicosia                                                              | Cipro                                                                | 1 – 1                                                                | Bulgaria                                                             | UEFA Nations League 2018-2019 - 1º turno                             | -                                                                    | Cap.                                                                 |
| 19-11-2018                                                           | Nicosia                                                              | Cipro                                                                | 0 – 2                                                                | Norvegia                                                             | UEFA Nations League 2018-2019 - 1º turno                             | -                                                                    | Cap.                                                                 |
| 21-3-2019                                                            | Nicosia                                                              | Cipro                                                                | 5 – 0                                                                | San Marino                                                           | Qual. Euro 2020                                                      | -                                                                    | 66’                                                                  |
| 24-3-2019                                                            | Nicosia                                                              | Cipro                                                                | 0 – 2                                                                | Belgio                                                               | Qual. Euro 2020                                                      | -                                                                    | cap.                                                                 |
| 6-9-2019                                                             | Nicosia                                                              | Cipro                                                                | 1 – 1                                                                | Kazakistan                                                           | Qual. Euro 2020                                                      | -                                                                    | cap.                                                                 |
| 10-10-2019                                                           | Astana                                                               | Kazakistan                                                           | 1 – 2                                                                | Cipro                                                                | Qual. Euro 2020                                                      | -                                                                    | cap. 26’ 62’                                                         |
| 13-10-2019                                                           | Nicosia                                                              | Cipro                                                                | 0 – 5                                                                | Russia                                                               | Qual. Euro 2020                                                      | -                                                                    | cap.                                                                 |
| 16-11-2019                                                           | Nicosia                                                              | Cipro                                                                | 1 – 2                                                                | Scozia                                                               | Qual. Euro 2020                                                      | -                                                                    | cap.                                                                 |
| 19-11-2019                                                           | Bruxelles                                                            | Belgio                                                               | 6 – 1                                                                | Cipro                                                                | Qual. Euro 2020                                                      | -                                                                    | cap. 19’                                                             |
| Totale                                                               |                                                                      | Presenze                                                             | 54                                                                   |                                                                      | Reti                                                                 | 1                                                                    |                                                                      |

## Palmarès

### Club

#### Competizioni nazionali
- Campionato cipriota: 4

Apollōn Limassol: 2005-2006
APOEL Nicosia: 2016-2017, 2017-2018, 2018-2019
- Coppa di Cipro: 3

Apollōn Limassol: 2009-2010, 2012-2013, 2015-2016
- Supercoppa di Cipro: 2

Apollōn Limassol: 2006
APOEL Nicosia: 2019